# Koncert solowy

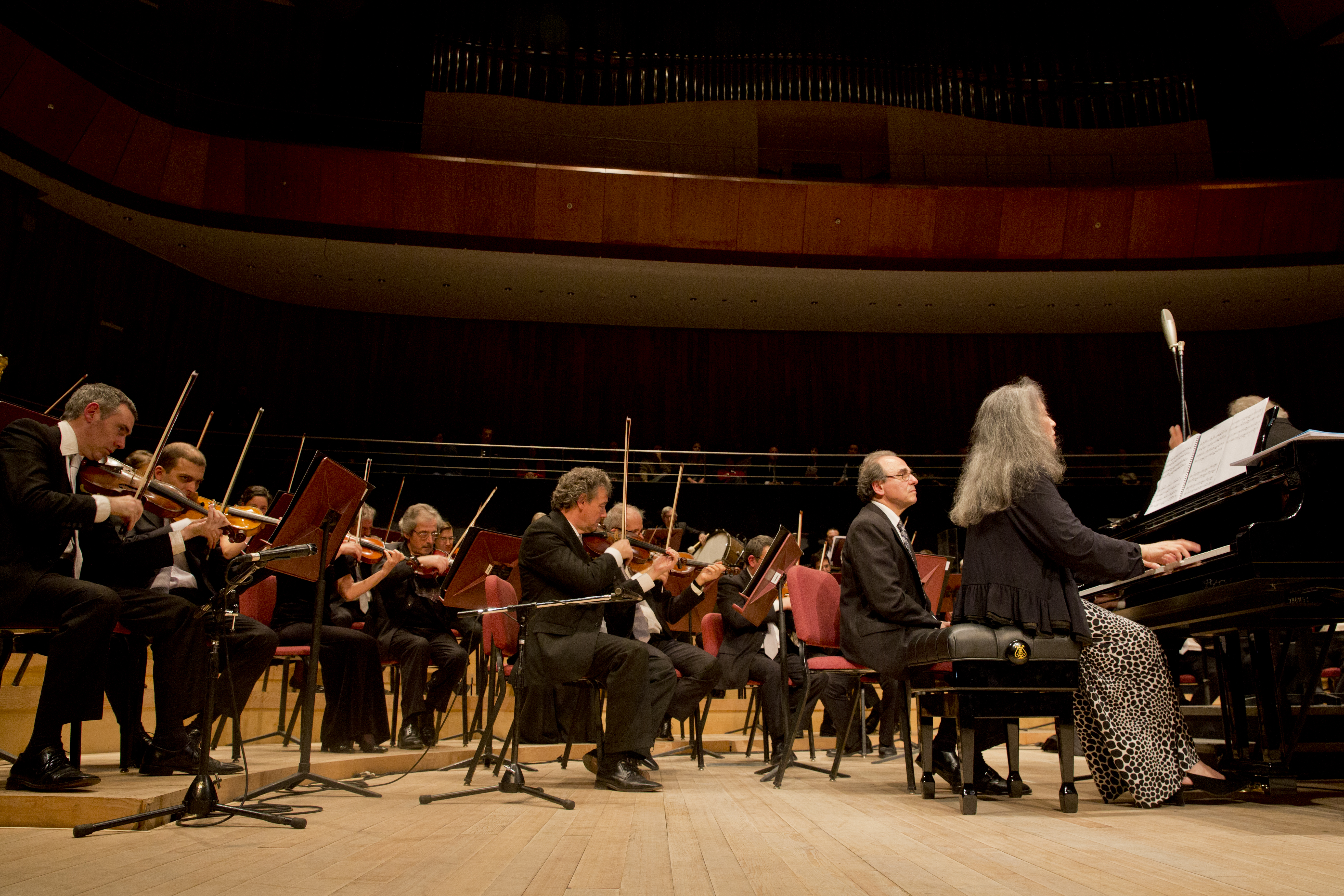
Koncert fortepianowy z orkiestrą w Kirchner Cultural Centre w Buenos Aires. Solistka – Martha Argerich (2015)

Koncert solowy (wł. concertare – współzawodniczyć) – forma muzyczna charakterystyczna dla epoki baroku, klasycyzmu, romantyzmu, muzyki XX wieku, a także późniejszej. Polega na tym, że jeden solista występuje z akompaniamentem orkiestry.
Utwór zazwyczaj złożony jest z trzech części w układzie szybka-wolna-szybka. Pod wpływem poematu symfonicznego powstał koncert jednoczęściowy (Ferenc Liszt). Niekiedy pojawiała się też forma czteroczęściowa, np. w II koncercie fortepianowym B-dur Johannesa Brahmsa.
Najwięksi twórcy:
- Barok: Antonio Vivaldi, Giuseppe Tartini, Giovanni Battista Bononcini, Johann Sebastian Bach i in.
- Klasycyzm: Joseph Haydn, Wolfgang Amadeus Mozart, Ludwig van Beethoven i in.
- Romantyzm: Fryderyk Chopin, Ferenc Liszt, Felix Mendelssohn, Robert Schumann, Johannes Brahms, Piotr Czajkowski, Edvard Grieg i in.
- Muzyka XX wieku: Maurice Ravel, Siergiej Rachmaninow, Siergiej Prokofjew, Béla Bartók, Karol Szymanowski, Ernest Bloch, Witold Lutosławski[2], Krzysztof Penderecki[3], Wojciech Kilar i in.

W innym znaczeniu, koncert oznacza publiczną prezentację utworów muzycznych. Jeśli muzyk daje koncert solowy, mówimy o recitalu.